# Scottellia leonensis
Scottellia leonensis är en tvåhjärtbladig växtart som beskrevs av Daniel Oliver. Scottellia leonensis ingår i släktet Scottellia och familjen Achariaceae. Inga underarter finns listade i Catalogue of Life.